# Rue Grétry (Liège)
Pour les articles homonymes, voir Rue Grétry.
La rue Grétry est une artère liégeoise qui va du pont Kennedy franchissant la Meuse à la rue Bonne-Femme. Elle se situe principalement dans le quartier administratif du Longdoz et en rive droite de la Dérivation.

## Histoire
Autrefois ensemble de cultures et de champs de houblon, il fut décidé en 1834 de tracer la rue Grétry pour permettre la liaison entre le centre de Liège et les faubourgs de Grivegnée, en passant par le quartier de la Bonne Femme. La gare de Longdoz est créée le long de la rue en 1851.

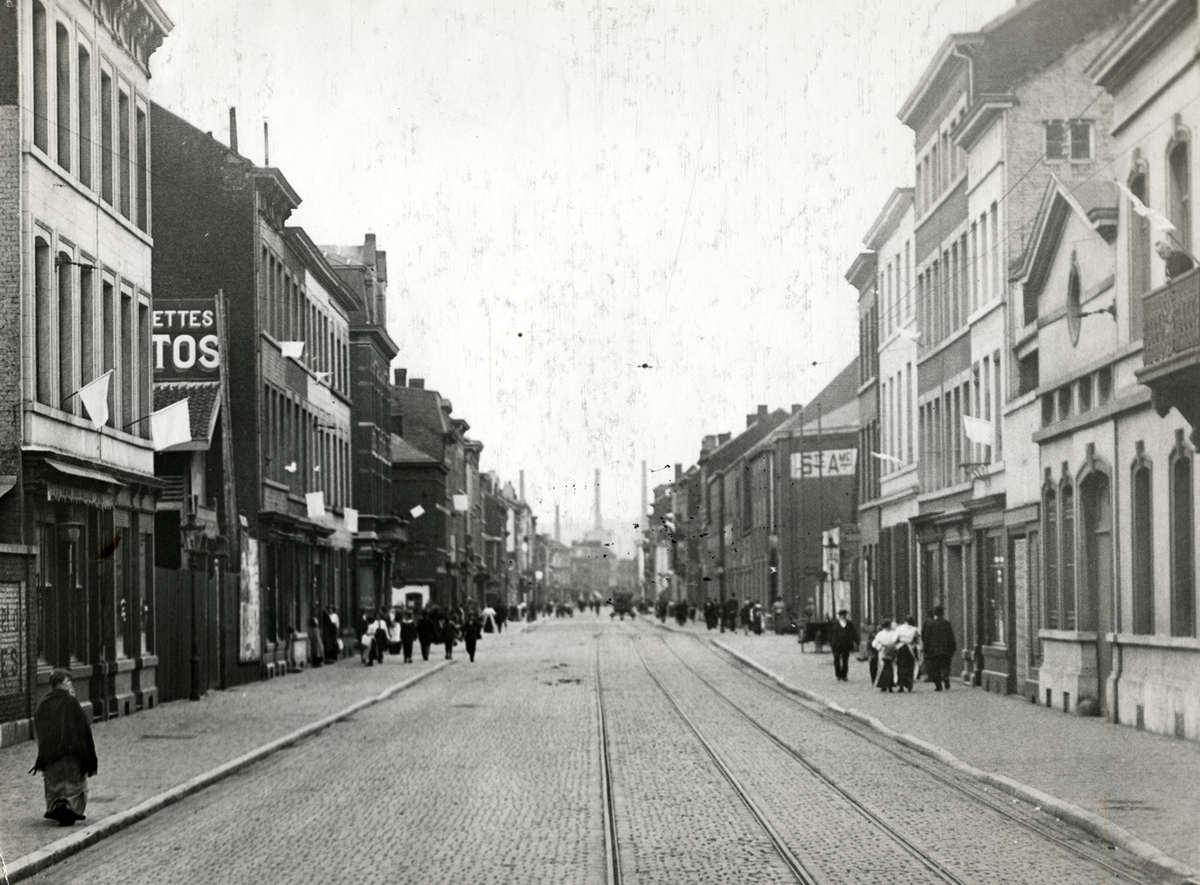
La rue Grétry en 1914

## Description
Avec une longueur de 1 060 m, la rue Grétry est une des voiries les plus longues de la ville de Liège. Elle a aussi la particularité de se situer de part et d'autre de la Dérivation via le pont de Longdoz et d'être quasiment rectiligne.

## Odonymie
La rue rend hommage à André Modeste Grétry (1741-1813), célèbre compositeur liégeois.

## Architecture
- Aux nos 109 et 111, maisons de style moderniste réalisées par Clément Pirnay dans les années 1920[1].
- Le centre commercial Médiacité inauguré le 21 octobre 2009 comporte environ 160 000 m2 et a été réalisé par Ron Arad. Il prolonge l'ancienne galerie Centre Longdoz, elle-même construite à l'emplacement de l'ancienne gare de Longdoz détruite en 1963.

## Voies adjacentes
- Pont Kennedy
- Quai Van Beneden
- Quai Churchill
- Quai de la Boverie
- Quai de l'Ourthe
- Place Sylvain Dupuis
- Pont de Longdoz
- Quai Orban
- Quai de Longdoz
- Rue Libotte
- Rue Villette
- Rue Remouchamps
- Rue du Fer
- Rue Natalis
- Rue Lairesse
- Rue des Champs
- Rue de l'Usine
- Rue Ansiaux
- Impasse Renard
- Rue Pré Binet
- Rue de la Limite
- Rue Bonne-Femme